# Kim Kyong-sok
Kim Kyong-sok (Pionyang, Corea del Norte) es un futbolista profesional norcoreano que juega como lateral derecho y su equipo actual es el Sonbong SC. Es internacional con la Selección de fútbol de Corea del Norte desde el 16 de junio del 2023.

## Selección nacional

#### Copa Asiática Sub-17
Kim Kyong-sok participó en el proceso clasificatorio para la Copa Asiática Sub-16 de 2016. En la fase clasificatoria, Corea del Norte quedó en el Grupo H, junto a las selecciones de Camboya, Singapur y Tailandia. Corea del Norte venció a todos sus rivales: 7-0 a Camboya, 3-0 a Singapur y 2-0 a Tailandia, clasificándose a la Copa Asiática Sub-16 con nueve puntos.
En la fase final, Corea del Norte quedó en el Grupo D, junto a Uzbekistán, Yemen y Tailandia. Corea del Norte obtuvo 6 puntos ganando sus dos primeros partidos: 2-0 contra Yemen y 4-1 contra Tailandia, aunque perdió 3-1 contra Uzbekistán, ya se encontraba clasificada.
En cuartos de final, Corea del Norte ganó en penales después de empatar 1-1 con la selección de Omán, aunque Kim Kyong-sok falló su penalti. En semifinales, Corea del Norte perdió 6-5 en penales contra Irán tras empatar 1-1, con Kim fallando el último penalti en muerte súbita. A pesar de la derrota, Corea del Norte clasificó para la Copa Mundial de Fútbol Sub-17 de 2017 en India.

#### Copa Mundial de Fútbol Sub-17 de 2017
Corea del Norte tuvo que cambiar de entrenador, ya que Yun Jong-su fue sancionado por dejarse anotar un gol deliberadamente contra Uzbekistán. Fue reemplazado por Kim Yong-su, quien convocó a Kim Kyong-sok.
Corea del Norte fue encuadrada en el Grupo D, junto a Brasil, España y Níger. El equipo norcoreano perdió todos los partidos: 1-0 contra Níger, 2-0 contra Brasil y 2-0 contra España, quedando eliminado en la fase de grupos.

#### Juegos Asiáticos 2022
En los Juegos Asiáticos 2022, Kim Kyong-sok fue convocado por Sin Yong-nam para formar parte del equipo nacional de Corea del Norte la competición fue disputado en Hangzhou, China.
Corea del Norte quedó en el Grupo F, junto a Taipéi, Kirguistán e Indonesia. En esta etapa, Kim fue titular en los tres partidos de la fase de grupos, donde Corea del Norte venció a Taipéi por 2-0, el segundo partido, Corea del Norte venció a Kirguistán por 1-0y a Indonesia por la mínima diferencia, en el último partido del grupo.
En los octavos de final, Corea del Norte venció a la selección de Baréin por 2-0.Sin embargo, en los cuartos de final, enfrentaron a Japón y perdieron por 2-1. Después del partido los futbolistas de Corea del Norte, reclamaron de forma airada al árbitro del juego, Kim Kyong-sok encaró al referí después del partido.

### Selección absoluta
Kim Kyong-sok fue convocado por primera vez a la selección absoluta por Sin Yong-nam para las dos primeras fechas de la Clasificación de la AFC para la Copa Mundial de Fútbol de 2026 para los partidos de Siria y Birmania.
En ambos partidos, Kim fue suplente: en la derrota 1-0 contra Siria y en la victoria 6-1 contra Birmania.
El 21 de marzo de 2024, Kim fue convocado para los dos partidos contra la selección japonesa. En el primer partido, Kim Kyong-sok fue titular, debutando por primera vez con la selección de Corea del Norte. Kim fue sustituido en el minuto 54 y su equipo perdió 1-0. El segundo juego fue cancelado debido a que Corea del Norte solicitó jugar fuera de Pionyang, una situación que no fue aceptada por la AFC. El comité disciplinario de la FIFA decidió darle la victoria a Japón por 3-0.
En los últimos partidos clasificatorios, Kim no fue convocado.

## Clubes
| Club       | País            | Año      |
| ---------- | --------------- | -------- |
| Sonbong SC | Corea del Norte | 2017-act |